# Dali Yang
Dali L. Yang, né en 1964, est un politologue américain, professeur au département de sciences politiques et directeur du Center for East Asian Studies de l'Université de Chicago.

## Grand bond en avant et causes des réformes après Mao
Yang est l'auteur de nombre de livres qui ont marqué la compréhension de la Chine. Son plus ancien livre, Calamity and Reform in China fut l’un des premiers livres universitaires sur la  famine du grand bond en avant, la pire famine de l'histoire humaine. Il montre que l'ère de Mao Zedong alla jusqu’à l'extrémisme radical du Grand Bond en avant et comment les excès maoïstes étaient autodestructeurs et contribuèrent aux réformes de l’après Mao en Chine rurale. Le livre est connu pour son analyse quantitative innovatrice sur les causes politiques et économiques de la famine du grand bond en avant à la fin des années 1950 et de début des années 1960. Il a révélé comment les modèles et la sévérité de la famine dans les provinces chinoises furent reliés aux réformes rurales subséquentes dans les années 1960 et dans l'ère de réforme après Mao.

## Livres
- Remaking the Chinese Leviathan : Market Transition and the Politics of Governance in China. Stanford University Press. 2004.
- Beyond Beijing : Liberalization and the Regions in China. Routledge, 1997.
- Calamity and Reform in China : State, Rural Society, and Institutional Change since the Leap Famine. Stanford University Press, 1996.
- China's Reforms at 30 (edited with Zhao Litao). World Scientific, 2009.
- Discontented Miracle (edited). World Scientific, 2007.
- Holding China Together : Diversity and National Integration in the Post-Deng Era, (edited with Barry Naughton). Cambridge University Press, 2004.